# Heliophanus kavar
Espèce
Heliophanus kavar est une espèce d'araignées aranéomorphes de la famille des Salticidae.

## Distribution
Cette espèce est endémique d'Iran. Elle se rencontre dans les provinces du Fars et du Khouzistan.

## Description
La carapace du mâle holotype mesure 2,30 mm de long sur 1,58 mm et l'abdomen 2,60 mm de long sur 1,75 mm et la carapace de la femelle paratype mesure 2,55 mm de long sur 1,78 mm et l'abdomen 3,00 mm de long sur 2,05 mm.

## Systématique et taxinomie
Cette espèce a été décrite par Logunov en 2023.

## Étymologie
Son nom d'espèce lui a été donné en référence au lieu de sa découverte, la ville de Kavar.

## Publication originale
- Logunov, 2023 : « On the jumping spiders (Araneae: Salticidae) from Iran collected by Antoine Senglet (1927–2015). » Arachnology, vol. 19, no 4, p. 732-768.